# La muerte de Sócrates
La muerte de Sócrates (La Mort de Socrate) es una pintura de 1787 realizada por el artista francés Jacques-Louis David.
La obra representa la escena de la muerte del filósofo griego Sócrates, condenado a morir bebiendo cicuta por haber expresado sus ideas en contra de la creencia en los dioses ancestrales y corromper a los jóvenes atenienses. 
Fue un encargo de los hermanos Trudaine. Actualmente, la pintura se exhibe en el Museo Metropolitano de Arte de Nueva York.
Critón es el discípulo que pone su mano en el muslo del maestro, como intentando hacerle desistir de su decisión. En la parte de la izquierda, sentado y abatido, se encuentra Platón, que, según él mismo escribió en el Fedón, en realidad no estaba presente este día por encontrarse enfermo. El carcelero le tiende la copa de cicuta con gesto de no querer hacerlo, sin poder siquiera mirarlo. Domina la escena el propio Sócrates, alzándose de manera decidida, resuelto a tomar el veneno tras haber pronunciado su discurso sobre la inmortalidad del alma.

## Descripción
En el cuadro, un anciano Sócrates está vestido con una túnica blanca y sentado en posición vertical en una cama, con una mano extendida sobre una copa y la otra gesticulando en el aire; sigue enseñando. Está rodeado de amigos de distintas edades, la mayoría de los cuales muestran angustia emocional, a diferencia de Sócrates, que mantiene la calma. El joven que le entrega la copa mira hacia otro lado, con la cara en la mano libre. Critón escucha atentamente las palabras de su maestro mientras le agarra la rodilla. Un anciano, Platón, está sentado en el extremo de la cama, desplomado y mirando en su regazo. A la izquierda, se ven otros hombres a través de un arco colocado en la pared del fondo. En la escalera del fondo, Jantipa, la esposa de Sócrates, que había sido despedida antes por su marido, echa una mirada retrospectiva y melancólica a la escena.
David utiliza el color para resaltar la emoción en este cuadro. Los tonos rojos son más apagados en los bordes del cuadro y se vuelven más vibrantes en el centro, culminando en la túnica rojo oscuro del hombre que sostiene la copa de veneno, que generalmente se interpreta como si ofreciera la copa a Sócrates en lugar de recibirla después de que Sócrates hubiera consumido su contenido. Los dos únicos hombres serenos, Sócrates y Platón, están vestidos de un blanco azulado que contrasta con el resto. El esquema de color más apagado de esta pintura puede ser una respuesta a los críticos del Juramento de los Horacios de David, que calificaron sus colores de "chillones".
David simplifica la escena eliminando muchos personajes descritos originalmente en los diálogos de Platón. También se tomó algunas licencias artísticas al representar las edades de muchos de los alumnos de Sócrates, incluido Platón. Sócrates, aunque anciano, aparece bastante más apuesto y en forma de lo que lo estaría un anciano de 70 años de su época en una representación más realista; su rostro también está mucho más idealizado que el busto clásico que suele utilizarse como retrato de referencia de Sócrates. Platón habría sido un hombre joven en el momento de la muerte de Sócrates, pero en este cuadro es el anciano sentado a los pies de la cama. David podría haber querido que el cuadro se ambientara en la imaginación de Platón, donde un Platón anciano intenta evocar la escena en su imaginación mientras escribe.
David firmó este cuadro en dos lugares: puso su firma completa bajo Critón, el joven que se agarra al muslo de Sócrates, y sus iniciales bajo Platón. La firma de David tenía a menudo un significado simbólico; por ejemplo, en su cuadro de Stanisław Kostka Potocki, David firmó en el collar del perro que ladra al modelo. En La muerte de Sócrates, sus firmas también tienen un significado. Sus iniciales bajo Platón son una referencia al hecho de que la historia procede de Platón, un agradecimiento por la inspiración. Su firma más completa bajo Critón significa que éste es el personaje con el que más se identifica el artista. Puede ser una referencia a la posición de Critón en la composición: agarrado al muslo de Sócrates. De este modo, David sería visto como un hombre que también se agarra a la moral y los valores que representa Sócrates.

## Antecedentes, orígenes y análisis
Aunque consultó al padre Adry, un erudito en la materia, la representación de David de la muerte de Sócrates contiene muchas inexactitudes históricas. Eliminó muchos personajes descritos originalmente en los diálogos de Platón. Sin embargo, incluyó a Apolodoro, el hombre apoyado en la pared justo dentro del arco, aunque se dice que fue expulsado por Sócrates por mostrar demasiado dolor. David también tergiversó históricamente las edades de muchos de los alumnos de Sócrates, incluido Platón. Platón habría sido un hombre joven en el momento de la muerte de Sócrates, pero en este cuadro es el anciano sentado a los pies de la cama. Incluso el rostro de Sócrates está mucho más idealizado que el busto clásico que se suele utilizar como retrato de referencia de Sócrates.  Esto subraya que la vida de Sócrates se proyecta desde la mente de Platón, mientras que el viejo Platón idealiza a Sócrates. Así, el cuadro puede considerarse más bien un análisis que una representación histórica fallida.
Existe cierta controversia en cuanto a los orígenes del cuadro. Vidal afirma que "el más joven de los dos hijos de Trudaine de Montigny encargó a David La muerte de Sócrates en 1786", pero Bordes dice que "el dibujo de Sócrates... lleva la inesperada fecha de 1782". Sin embargo, es posible que el encargo de 1786 fuera para un cuadro que David ya había concebido en 1782, y Bordes sí reconoce que la fecha es un añadido al dibujo. Independientemente de cuándo se concibió originalmente, el cuadro se terminó en 1787, en París.
Fue durante el primer viaje de David a Roma cuando comenzó a estudiar la representación de escenas funerarias y a dibujar muchos ejemplos. Muchas de las principales obras de David proceden de estos dibujos funerarios. En este cuadro, David examina el enfoque de la muerte de un filósofo. Sócrates se muestra estoico y tranquilo porque ve la muerte como un reino separado y real, un estado del ser diferente al de la vida pero no un fin del ser. De hecho, en el Fedón, Sócrates parece más preocupado por cómo Critón manejara su muerte que por su propio bienestar. En el cuadro, el gesto de Sócrates nos muestra que sigue enseñando, incluso en el momento previo a su muerte. Se dice que este gesto fue inspirado por el poeta André Chénier.

## Estudios preparatorios

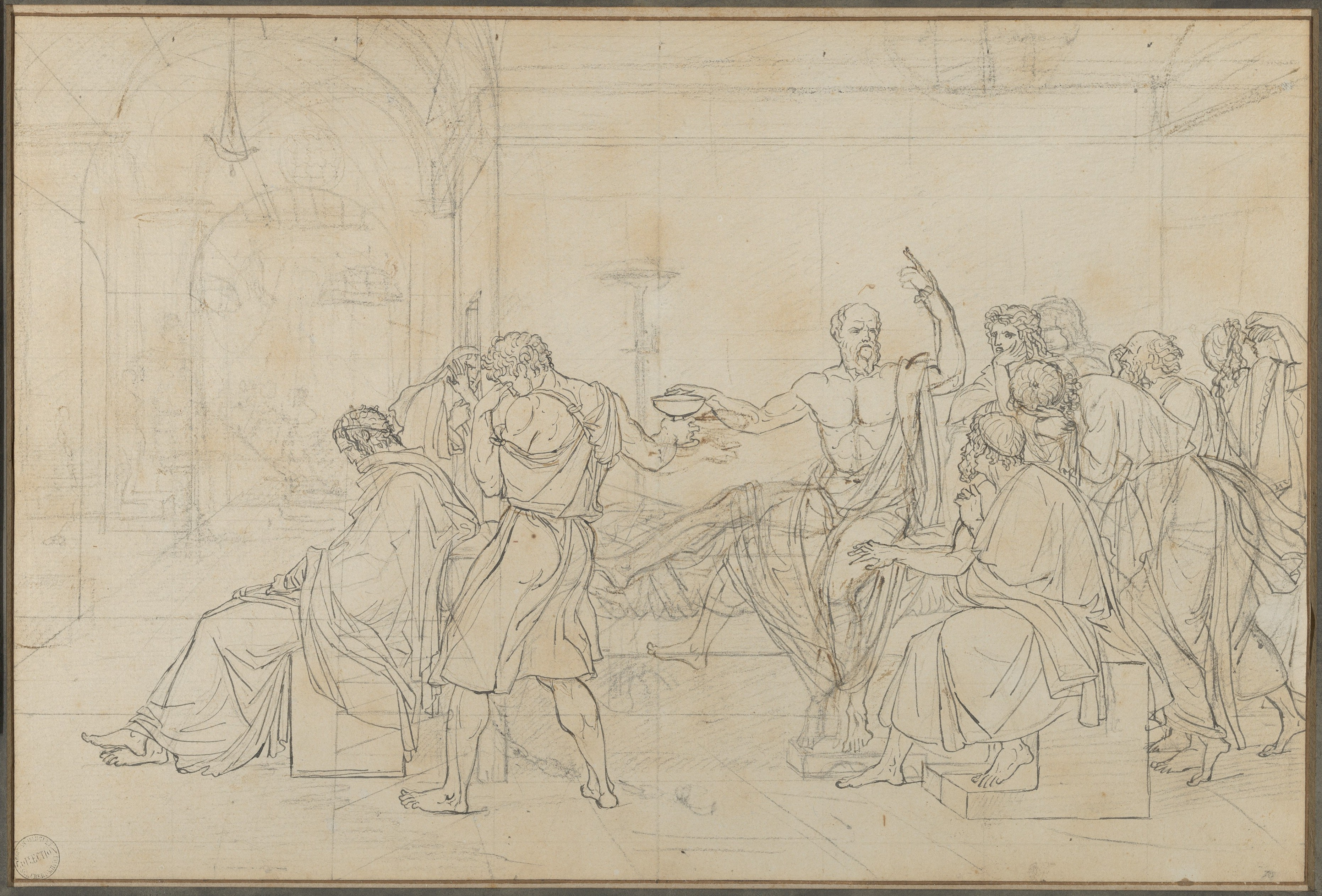
Dibujo de la muerte de Sócrates, Jacques Louis David, (MET, 2015.149)

David realizó varios estudios preparatorios a carboncillo, que pueden verse en Bayona, Dijon, Tours y Nueva York. Un estudio, procedente de una colección privada, se exhibió en la exposición David organizada en París con motivo del bicentenario de la Revolución Francesa.
Un dibujo preparatorio fue adquirido por el Metropolitan Museum of Art en enero de 2013.

## El Premio de Roma de 1762
La muerte de Sócrates de Jacques-Philippe-Joseph de Saint-Quentin ganó el Premio de Roma en 1762. Jean-Baptiste Alizard recibió el segundo premio. Excepcionalmente, Jean-François Sané también es enviado a Roma, fuera de concurso. El cuadro de Sané se encuentra perdido pero se conoce gracias a un grabado. La pintura de Saint-Quentin está claramente influenciada por el barroco y trata de dar un aspecto teatral a la escena acentuando los efectos pintorescos. La de Alizard, a pesar de su torpeza, se acerca a la "verdad del disfraz" que propugna el academicismo. El más exitoso de los tres es en realidad el de Sané. Este último se inspira en el clasicismo (Eustache Le Sueur y Poussin). Su principal defecto, sin embargo, es que la escena está muy débilmente caracterizada. Solo el corte, apenas visible, permite identificar el episodio.

## Exposición y recepción en París
David expuso el cuadro en el Salón de París de 1787, la exposición oficial de arte. El cuadro fue rápidamente aclamado por sus contemporáneos. El pintor inglés Joshua Reynolds escribió que "La muerte de Sócrates" era "la mayor obra de arte desde la Capilla Sixtina y las Estancias de Rafael en el Vaticano". El ministro estadounidense en Francia, Thomas Jefferson, escribió que el cuadro era la mejor obra del Salón de 1787, y que la pintura era "soberbia". El cuadro tuvo suficiente éxito como para que David lo expusiera de nuevo en el Salón de 1791; seguía despertando interés debido al cambio del ambiente político, ya que las historias heroicas de la antigüedad grecorromana encajaban en el ambiente de los inicios de la Revolución Francesa.
En 1826, una exposición destinada a recaudar fondos para la Guerra de independencia de Grecia mostró gran parte de la obra de David en la Galerie Lebrun, incluida La muerte de Sócrates. La exposición suscitó mucho interés debido a la reacción del gobierno realista posterior a la Restauración Borbónica, al que David no le caía bien y había denegado el permiso para que su cuerpo fuera enterrado en Francia, aunque más por sus pinturas de la época revolucionaria que por Sócrates.

## Viaje de la obra
Después de que Charles-Michel Trudaine de la Sablière y su hermano fueran ejecutados en 1794 durante el Reinado del Terror, el cuadro pasó a la esposa de su hermano, Louise Micault de Courbeton, Madame Trudaine de Montigny. El cuadro pasó por varios propietarios en herencias y ventas privadas, entre las que destacan Olivier de Saint-Georges de Vérac y su esposa en el periodo 1809–1870. En 1931, el cuadro fue vendido al Metropolitan Museum of Art de Nueva York, donde ha permanecido desde entonces.

## Pinturas similares
Pierre Peyron, contemporáneo de David, también pintó una versión artística de La muerte de Sócrates hacia 1787. Tanto la versión de Peyron como la de David se expusieron en el mismo Salón de 1787. Los dos habían tenido antes una cierta rivalidad, ya que ambos aspiraban a convertirse en directores de la Academia Francesa de Roma cuando se abriera la siguiente vacante; los críticos consideraron que los dos cuadros decantaron decisivamente la cuestión a favor de David. El conde Potocki declaró burlonamente que la obra de Peyron "ha puesto en evidencia la calidad del cuadro de David, demostrando al público hasta qué punto se podía estar por debajo de él".
Otro cuadro que representa la muerte de Sócrates fue realizado por el artista italiano Giambettino Cignaroli en la primera mitad del siglo XVIII. La obra de Cignaroli muestra a Sócrates ya muerto, rodeado de sus angustiados seguidores.
Otra representación de la muerte de Sócrates fue realizada por el artista francés Jacques-Philippe-Joseph de Saint-Quentin. La obra, actualmente conservada en la École Nationale Supérieure des Beaux-Arts de París (Francia), data de hacia 1738.

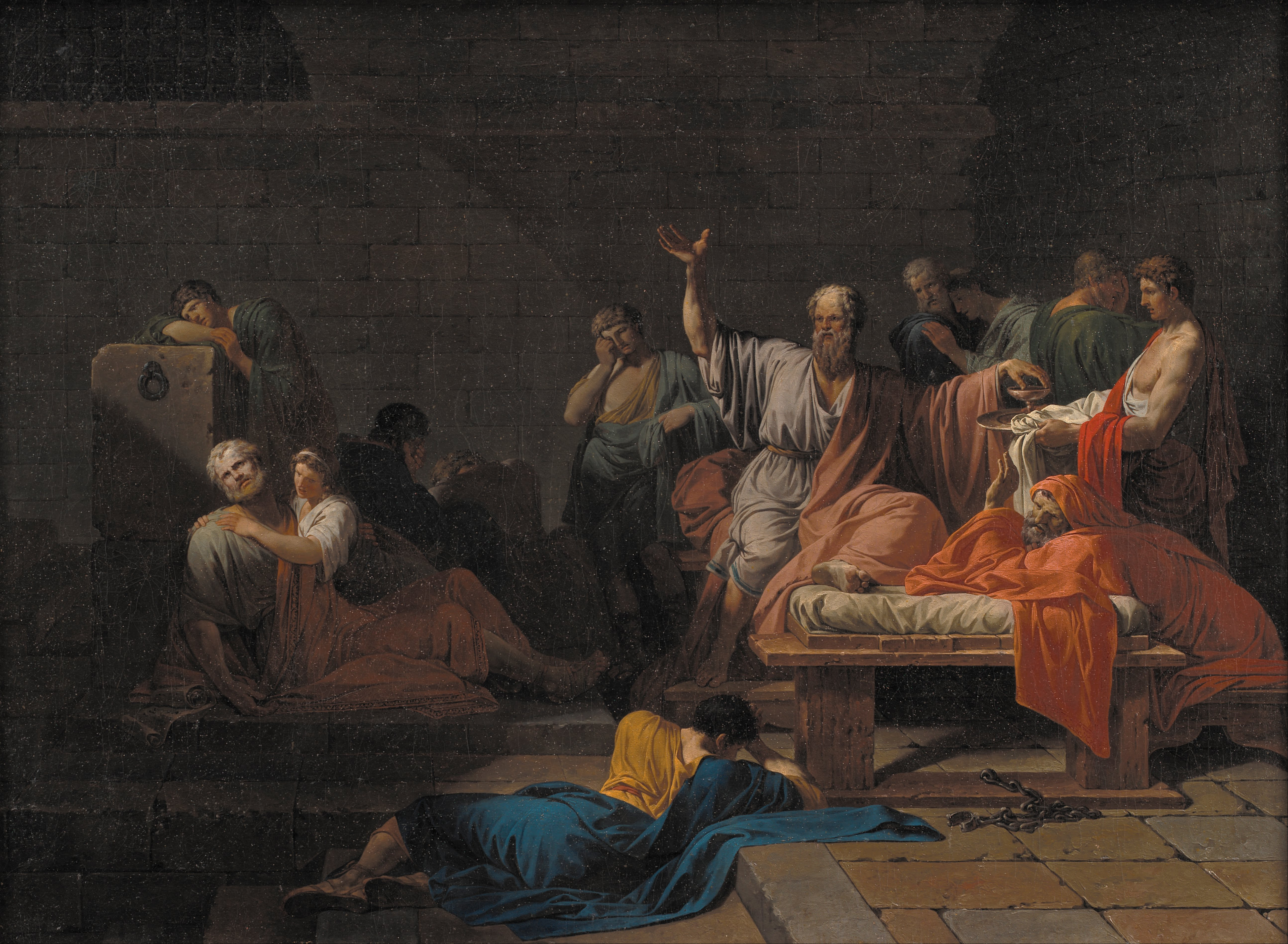
La muerte de Sócrates,  Pierre Peyron
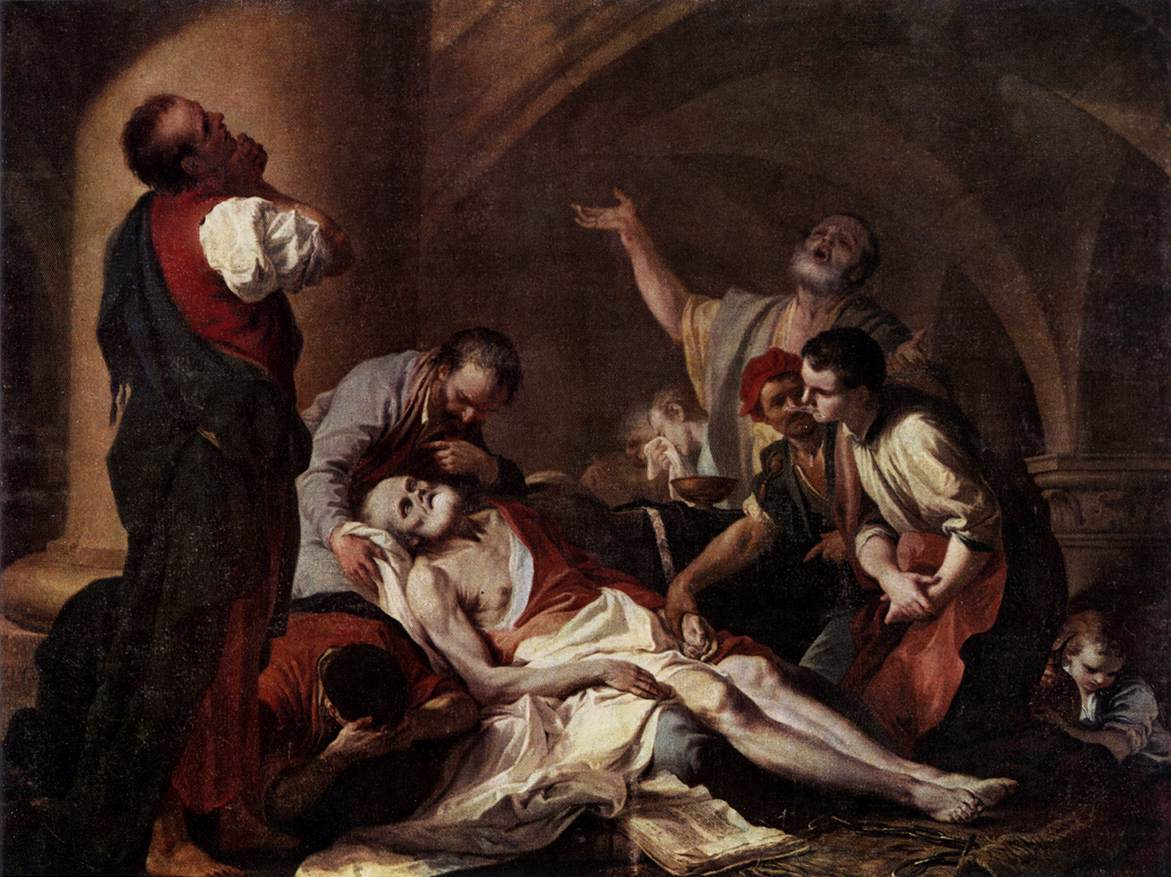
La muerte de Sócrates, Giambettino Cignaroli
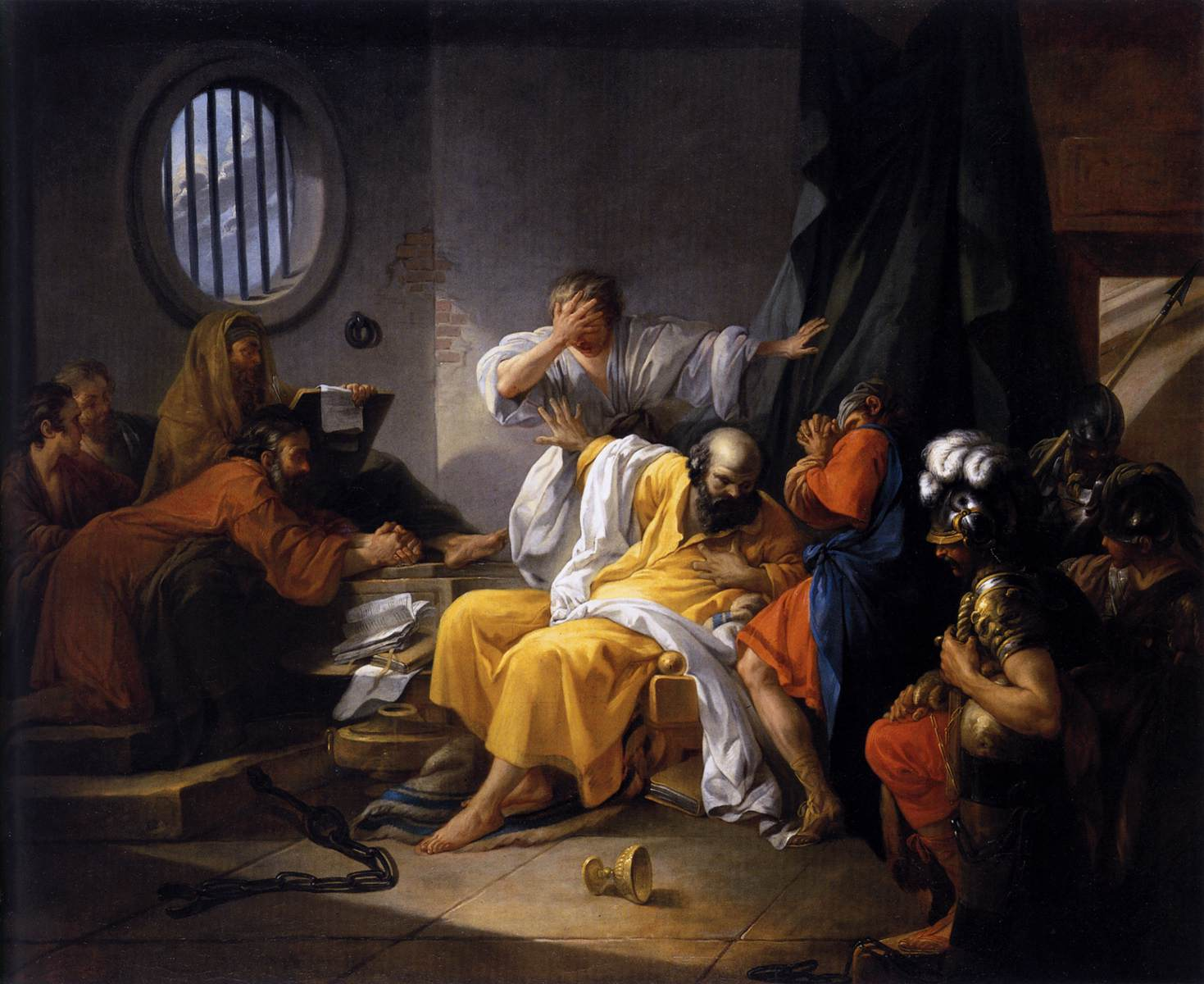
La muerte de Sócrates, Jacques-Philip-Joseph de Saint-Quentin

## Para más información

### En español
- "La muerte de Sócrates: Una interpretación histórica y artística", María de los Ángeles Cervantes Rojo. DOI: 10.5354/0719-837X.2016.44651
- "La muerte de Sócrates de Jacques-Louis David: historia, arte y filosofía", José María Zamora Calvo. DOI: 10.5944/rppc.vol.27.num.2.2012.10479
- "Jacques-Louis David y la muerte de Sócrates: política, arte y filosofía", Rafael Argullol. ISBN: 9788498413195
- "La muerte de Sócrates en la pintura de Jacques-Louis David", María Isabel Segura. ISBN: 9788496422649
- "La muerte de Sócrates: un análisis iconográfico", Margarita Saavedra López. DOI: 10.6018/anales.38.02.143121

### En inglés
- "The Death of Socrates: The Meaning of the Painting by Jacques-Louis David" by James T. Engell. ISBN: 9780691029864 (en inglés)
- "David's Death of Socrates and the Limits of Hegel's Art Philosophy" by Mitchell Greenberg. ISBN: 9780791457445 (en inglés)
- "Socrates' Death in David's The Death of Socrates" by Michael J. Parsons. DOI: 10.2307/1346219 (en inglés)
- "Jacques-Louis David's Death of Socrates and the French Revolution" by John Zarobell. ISBN: 9780520269921 (en inglés)
- "David's Death of Socrates and the Concept of Martyrdom in the Enlightenment" by Todd Porterfield. ISBN: 9783034319319 (en inglés)

### En francés
- Allard, Sébastien (2001). «La mort dans l'âme, Essai sur la représentation des derniers moments de Socrate dans la peinture française du xviii». Philosophie antique (en francés) (1): 183-203. ISBN 2-85939-711-6.
- Alphonse Salmon (1962). «Le « Socrate » de David et le « Phédon » de Platon »». Revue belge de philologie et d'histoire (en francés) 40 (40-1).
- Antoine Schnapper et Arlette Sérullaz, David, Paris, RMN, 1989, n°76, p. 178